# Summer Snow (série télévisée)
Pour les articles homonymes, voir Summer Snow.
Summer Snow est une série télévisée japonaise (drama) en 11 épisodes de 46 minutes, créée par Eriko Komatsu et diffusée du 7 juillet au 15 octobre 2000 sur le réseau TBS.

## Synopsis
Le jeune Natsuo est l'aîné d'une famille de trois enfants. Après la mort de leurs parents l'an passé, il hérite de la responsabilité de la famille et de l'entreprise familiale (vente et réparation de vélos). C'est un combat de tous les jours pour lui, entre le prêt de ses parents à rembourser et les problèmes liés au handicap auditif de son jeune frère Jun-kun. Sa seule échappatoire : la plongée sous-marine et particulièrement voir une fois dans sa vie la neige d'été (c'est une manifestation marine due aux coraux qui donne l'impression qu'il neige sous l'eau).
Un jour, alors qu'il tente d'apprendre à un enfant à faire du vélo, il rencontre la jeune Yuki. Le coup de foudre est immédiat. Ils multiplient alors les rencontres et se mettent à partager les mêmes passions. Seule ombre au tableau, Yuki est atteinte d'une maladie cardiaque incurable qui ne lui laisse que très peu de temps devant elle. Cette histoire raconte la vie de ce microcosme, leurs joies et leurs douleurs...

## Distribution
- Tsuyoshi Dōmoto (堂本剛) : Natsuō Shinoda (篠田夏生)
- Ryōko Hirosue (広末涼子) : Yuki Katase (片瀬ユキ)
- Tsubasa Imai (今井翼) : Hiroto Suetsugu (末次弘人)
- Chizuru Ikewaki (池脇千鶴) : Chika Shinoda (篠田知佳)
- Shunsuke Nakamura (中村俊介) : Seiji Tachibana
- Takuzō Kadono (角野卓造) : Shōgo Katase (片瀬正吾)
- Hideko Hara (原日出子) : Miyako Sakurai
- Shun Oguri (小栗旬) : Jun Shinoda (篠田純)
- Ryōko Kuninaka (国仲涼子) : Misa Suzuki (鈴木美紗)

## Fiche technique
- Bande originale : Summer Snow de Sissel feat. Zamfir